# Винко Валентар
Винко Валентар (словен. Vinko Valentar; Јесенице, 21. март 1934) некадашњи је југословенски и словеначки хокејаш на леду и репрезентативац.
Током каријере играо је за екипу Акрони Јесеница са којом се такмичио у Југословенском првенству.
Као члан сениорске репрезентације Југославије играо је на ЗОИ 1964. у аустријском Инзбруку.